# Shilton (Warwickshire)
Shilton – wieś w Anglii, w hrabstwie Warwickshire, w dystrykcie Rugby. Leży 24 km na północny wschód od miasta Warwick i 137 km na północny zachód od Londynu. W 2001 miejscowość liczyła 826 mieszkańców.